# Sádaba
Sádaba es un municipio español de la provincia de Zaragoza, en la comunidad autónoma de Aragón. Perteneciente a la comarca de las Cinco Villas, cuenta con una población de 1258 habitantes (INE 2024).

## Historia
Los restos romanos cercanos a la villa hacen pensar que, aunque se desconoce el año de su fundación, pudiera estar relacionada con el desplazamiento de algún pequeño asentamiento romano cercano a posiciones más defensivas ante los ataques bárbaros.
La zona de Sádaba se empezó a repoblar en el siglo XI. En 1099 eran sus señores García Garcés y su esposa Blanquita (o Velasquita). En 1125 se construyó un castillo más primitivo que el actual por Alfonso I El Batallador. En 1159 era propiedad de un hijo de los señores, Pedro García, lo que significaba un señorío hereditario, algo nada común en Aragón durante el siglo XII.
En los inicios del siglo XIII Arnaldo de Alascún tiranizaba a los vecinos de Sádaba y realizaba correrías por la contigua Navarra, por lo que Sancho VII "El Fuerte" actuó militarmente contra él y puso a Sádaba bajo su protección en 1215. En 1221, tuvo que repetir la operación contra el hijo del anterior, Fortanet de Alascún, y su madre María, los cuales entregaron la villa a perpetuidad.
En 1223 ya figuraba Fernando de Leret como tenente en “Sádaba Nueva”, fecha de la que data el castillo nuevo. Su sucesor Teobaldo I devolvió la villa y el castillo a Fortanet en 1244, a ruegos del conde de Verán, pero con todas las obligaciones de un vasallo. Sádaba volvió a Aragón por solicitud de sus vecinos en 1261. Años después se puso en armas por la guerra contra Navarra y Francia en 1283.
En la Guerra de los Dos Pedros, Sádaba fue una de las entregadas en rehenes a Carlos II de Navarra durante las negociaciones entre ambos reyes. Pedro IV vendió la villa a Francisco de Villanueva en 1384, pero los vecinos compraron su libertad en 1399 y Sádaba ya no volvió a salir de la Corona de Aragón. 
En 1452, reinando en Navarra Juan II, ya casado con Juana Enríquez de Castilla (el 10 de marzo nació en Sos su futuro heredero, Fernando), la zona volvió a sufrir ataques de los bandos navarros que libraban sus enfrentamientos dinásticos el contexto de la guerra civil que se libraba entre agramonteses (que apoyaban al rey consorte de Navarra, Juan II) y beamonteses (que apoyaban al príncipe Carlos de Viana, heredero de los derechos al trono de su madre, reina privativa de Navarra, y por entonces prisionero de su padre tras la batalla de Aibar), al igual que otras localidades fronterizas.
En 1518 Carlos I confirma todos los privilegios de la villa.
Después de la Guerra de Sucesión, en la que los sadabenses lucharon con valor, se le otorgó a la villa de Sádaba el título de villa "fidelísima" y la flor de lis en reconocimiento a esta lucha.
En 1915 se abrió al tráfico el último tramo del ferrocarril de Sádaba a Gallur, que permitió la conexión del municipio con el resto de la red ferroviaria española. El municipio contaba con una estación de ferrocarril propia, que disponía de un edificio de pasajeros e instalaciones para mercancías, constituyendo la terminal del trazado. La línea fue cerrada al tráfico de pasajeros en enero de 1970 por falta de rentabilidad económica. Las instalaciones de la antigua estación se conservan en la actualidad en buen estado.

## Demografía
Sádaba cuenta con una población de 1258 habitantes (INE 2024).
| Gráfica de evolución demográfica de Sádaba entre 1842 y 2021                                                        |
| |
| Población de derecho según los censos de población del INE Población de hecho según los censos de población del INE |

## Administración y política
| Período   | Alcalde                          | Partido |  |
| --------- | -------------------------------- | ------- |  |
| 1979-1983 | Gregorio Gracia Chueca           | PSOE    |  |
| 1983-1987 | Gregorio Gracia Chueca           | PSOE    |  |
| 1987-1991 | Gregorio Gracia Chueca           | PSOE    |  |
| 1991-1995 | Francisco Javier Aznárez Navarro | CPI     |  |
| 1995-1999 | Cecilio Cavero                   | PP      |  |
| 1999-2003 | Cecilio Cavero                   | PP      |  |
| 2003-2007 | Cecilio Cavero                   | PP      |  |
| 2007-2011 | Santos Navarro Giménez           | PSOE    |  |
| 2011-2015 | Miguel Ángel Pérez Iguaz         | PP      |  |
| 2015-2019 | Santos Navarro Giménez           | PSOE    |  |

| Partido político    | Partido político                                   | 2003   | 2007   | 2011   | 2015   | 2019   |
| Partido político    | Partido político                                   | Ediles | Ediles | Ediles | Ediles | Ediles |
|                     | Partido de los Socialistas de Aragón (PSOE-Aragón) | 4      | 4      | 4      | 5      | 7      |
|                     | Partido Popular de Aragón (PP)                     | 5      | 4      | 3      | 3      | —      |
|                     | Partido Aragonés (PAR)                             | —      | 1      | 2      | 1      | —      |
|                     | Izquierda Unida (IU)                               | —      | —      | —      | —      | —      |
|                     | Ciudadanos (CS)                                    | —      | —      | —      | —      | 2      |
| Total de concejales | Total de concejales                                | 9      | 9      | 9      | 9      | 9      |

## Monumentos y lugares de interés

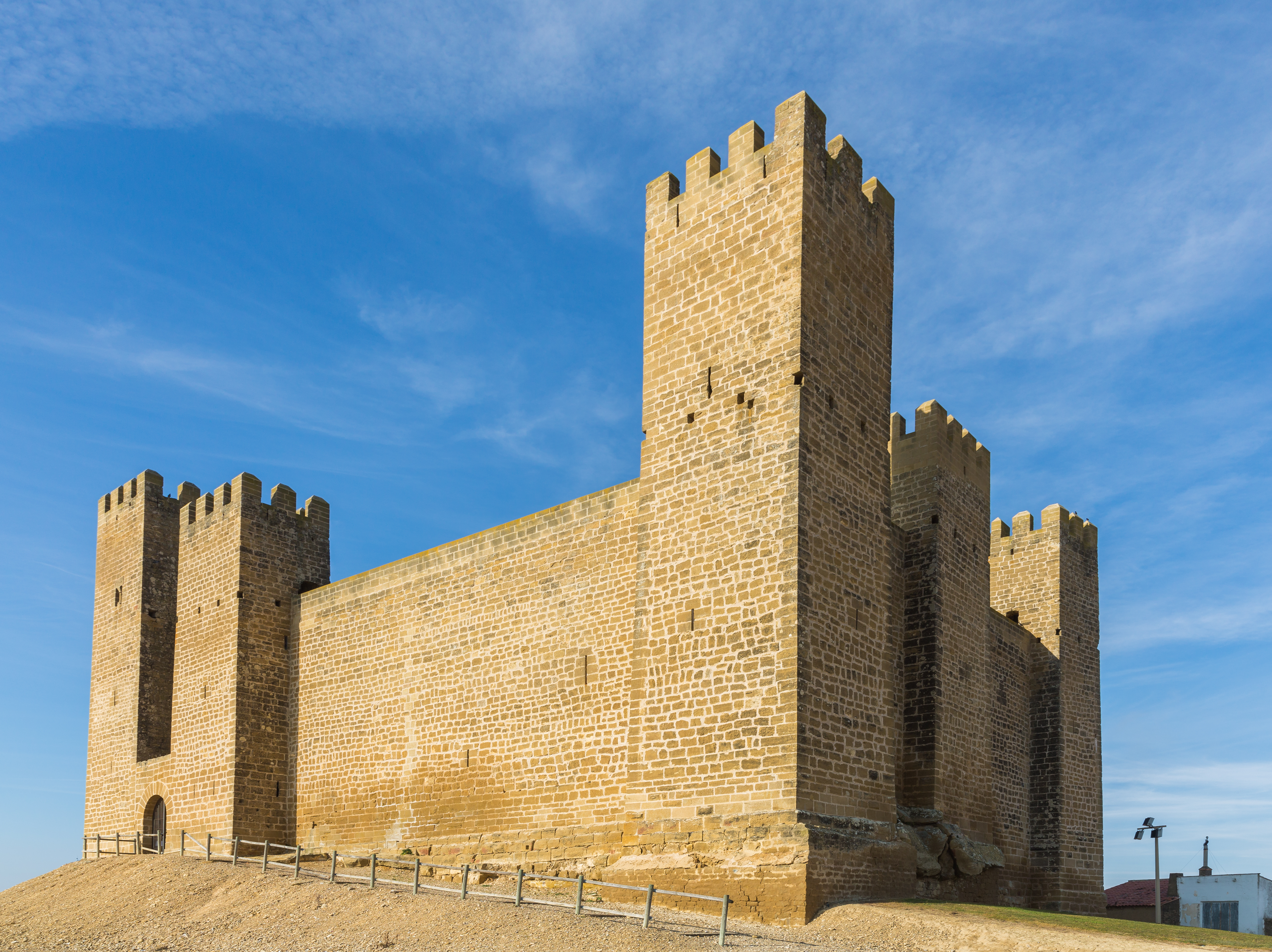
Vista del castillo de Sádaba

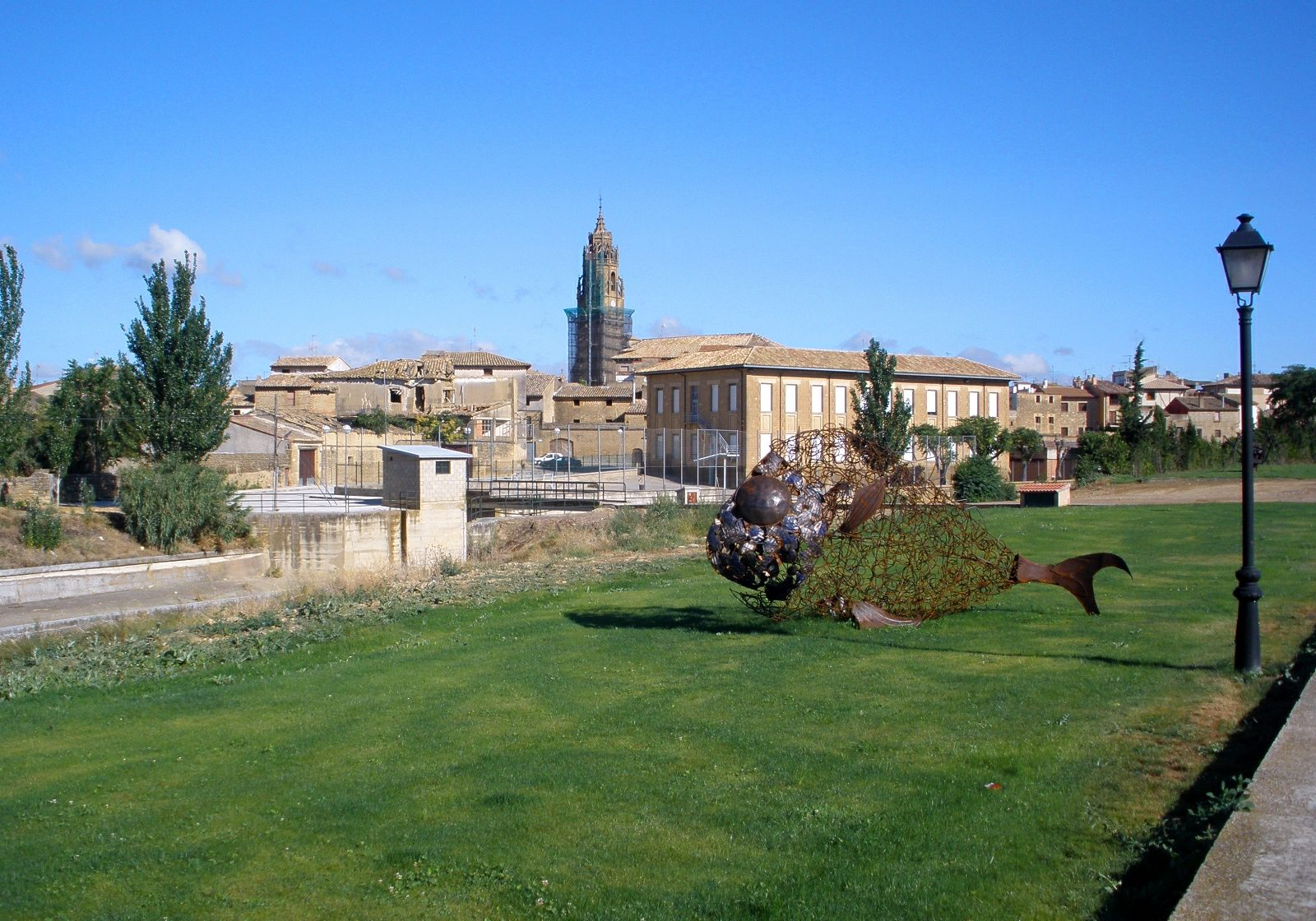
Vista de Sádaba

- Casco urbano, con algunas casas blasonadas de la villa medieval.
- Castillo de Sádaba, ejemplo de arquitectura militar cisterciense de transición, originario del siglo XI.[8] Existe intención de transformarlo en un Centro de Arte Contemporáneo.[9]
- La llamada sinagoga, en realidad una capilla romana.
- El llamado altar de los moros, en realidad el mausoleo romano de los Atilios del siglo II.
- La iglesia de Santa María, la cual pertenece al estilo gótico levantino y fue consagrada en el 1549. Tiene una planta de nave única, a la que se le añadieron dos capillas junto al presbítero. Presenta un amplio coro en el que destaca su sillería y su órgano. El interior está decorado con diversos retablos mixtos, el presbítero es de forma poligonal con un gran retablo dedicado a la virgen. Destacan también la pila bautismal y el púlpito.
- Monasterio de Santa María de Cambrón, un antiguo cenobio cisterciense femenino.
- Ermita de Puilampa, vestigio de un antiguo monasterio vinculado al Hospital de Santa Cristina de Somport.

## Fiestas
En Sádaba se celebran dos períodos de fiestas a lo largo del año. Las Fiestas de la Cruz y la Crucica, que se celebran el 3 y el 4 de mayo y son las fiestas menores. En agosto, tras el tercer domingo, se celebran las fiestas patronales, en honor de san José.
En estas fiestas, destacan los encierros, las capeas de vaquillas, discomóviles, las charangas, los fuegos artificiales, el toro de fuego, la tradicional hoguera de la víspera, los juegos para niños, las orquestas, las actividades deportivas, la procesión por las calles de la Villa con el Santo Patrón y las jotas.
Fiestas en honor de San Isidro Labrador, 15 de mayo, que se celebran en la pedanía de Alera de unos 300 habitantes y que se encuentra a 8 kilómetros de Sádaba dirección Navarra. Encierros, bailes, comidas populares, jotas, juegos infantiles y la procesión en honor del Santo.

## Hermanamientos
- Navarrenx (Francia)